# Wapen van Berlaar

Het wapen van de gemeente Berlaar

Het wapen van Berlaar werd in 1819 aan de Antwerpse gemeente Berlaar toegekend. Het wapen gaat terug op de Berlaarse tak van de familie Berthout, die al sinds de dertiende eeuw de gemeente als bezit had. De vlag van Berlaar is gelijk aan het wapenschild.

## Blazoenering
De blazoenering van het wapen luidt als volgt:
Hemelsblaeuw koleur met dry lynregte paelen van wit koleur, het wapen met twee geele beeren als schildhouders.
Het wapen is van blauw met daarop drie zilveren palen. De schildhouders zijn twee gouden beren.

## Geschiedenis
De familie Berhout-Berlaar voerde een zilveren wapen met daarop drie rode palen. Een zegel van Berlaar uit 1325, het oudst bewaarde, toont dit wapen. Een beer houdt het schild vast op een zegel uit 1455. Latere zegels uit 1655 en 1659 tonen het wapen weer zonder schildhouders. In 1698 wordt het wapen getoond met twee beren als schildhouder, maar dit zegel zou kunnen teruggaan op een ouder zegel uit 1612.
In 1819 werd het wapen voor het eerst toegekend. De blazoenering luidde toen als volgt:
Van lazuur met 3 zilveren palen, het schild ter wederwijde vastgehouden door een klimmende beer van goud.
Op 25 mei 1838 werd het wapen opnieuw toegekend met de huidige blazoenering.
Op de zegels werden geen kleuren getoond, dus werden de huidige kleuren gekozen bij de toekenning van het wapen in 1819. De Vlaamse Heraldische Raad heeft de gemeente op deze vergissing gewezen, maar de gemeente verkoos om de vertrouwde kleuren te blijven gebruiken.